# El Torno (Ciudad Real)
El Torno es una Entidad de Ámbito Territorial Inferior al Municipio (EATIM), ubicada a unos 15 kilómetros al norte del casco urbano del municipio de Porzuna. Actualmente hay 823 habitantes.

## Historia
Los primeros pobladores pertenecientes al Paleolítico Inferior y Medio se asentaron en las cercanías del río Bullaque en busca de alimentos. Bajo el reinado de Sancho III, este territorio despoblado se convirtió en la Encomienda de Malagón, que fue concedida por el monarca a la Orden de Calatrava.
El 14 de marzo de 1597 cuando las casas y la Venta de El Torno, lugar de gran importancia en aquel entonces por su cercanía al Camino Real, pasaron a ser propiedad de los Marqueses de Malagón.
Actualmente es una localidad agregada al municipio de Porzuna.

## Localización
- 47 minutos de Ciudad Real (46,6 kilómetros por la CM-412 y CM-403);
- 1 hora y 14 minutos de Toledo (85,3 kilómetros por la CM-4013 y CM-403)
- 1 hora y 55 minutos de Madrid (165 kilómetros por la A-42 y la CM-403)

## Lugares de interés
- Isla del Bullaque (zona natural recreativa)
- Pantano de la Torre de Abraham
- Parque nacional de Cabañeros

## Fiestas
- Carnaval[2]
- Fiestas patronales en honor a Ntra. Sra. de Guadalupe[3] y Romería
- Mayos